# Bitwa o Punkt Norfolk
Bitwa o Punkt Norfolk – starcie pancerne stoczone 27 lutego 1991 roku podczas I wojny w Zatoce Perskiej między siłami Stanów Zjednoczonych i Wielkiej Brytanii a iracką Gwardią Republikańską w prowincji Al-Musanna w południowym Iraku. Głównymi uczestnikami były amerykańska 2 Dywizja Pancerna, 1 Dywizja Piechoty oraz iracka 18 Brygada Zmechanizowana i 9 Brygada Pancerna z Dywizji Piechoty Zmechanizowanej Tawakalna Gwardii Republikańskiej wraz z elementami z jedenastu innych irackich dywizji. 2 Dywizja Pancerna została przydzielona do amerykańskiej 1 Dywizji Piechoty jako 3. brygada manewrowa, ponieważ jedna z jej brygad nie została użyta w bitwie. Grupa bojowa Task Force 1-41 Infantry z 2 Dywizji Pancernej stanęła na czele VII Korpusu. Brytyjska 1 Dywizja Pancerna była odpowiedzialna za ochronę prawej flanki VII Korpusu, a jej głównym przeciwnikiem była iracka 52 Dywizja Pancerna i wiele dywizji piechoty. Była to ostatnia bitwa tej wojny przed wejściem w życie jednostronnego zawieszenia broni. Jeszcze jedna bitwa została stoczona w pobliżu pola naftowego w Rumaili po zawieszeniu broni.
Bitwa o Punkt Norfolk została uznana przez niektóre źródła za drugą co do wielkości bitwę pancerną w historii USA i największą bitwę pancerną I wojny w Zatoce Perskiej. W bitwie o Punkt Norfolk wzięło udział nie mniej niż 12 dywizji wraz z wieloma samodzielnymi brygadami i grupami pułkowymi. Siły amerykańskie i brytyjskie zniszczyły około 850 irackich czołgów i setki innego typu pojazdów bojowych. Dwie dodatkowe dywizje Gwardii Republikańskiej zostały zniszczone w Obiekcie Dorset przez 3 Dywizję Pancerną 28 lutego. Podczas tej bitwy 3 Dywizja Pancerna USA zniszczyła 300 pojazdów wroga i schwytała 2500 żołnierzy irackich. Razem te starcia całkowicie zniszczyły siłę bojową armii irackiej i przesądziły o zwycięstwie wojsk Koalicji.

## Galeria

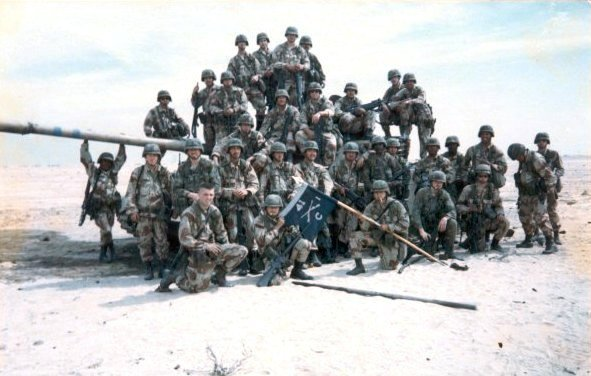
Żołnierze Task Force 1-41 Infantry pozującu przy zdobytym irackim czołgu po bitwie
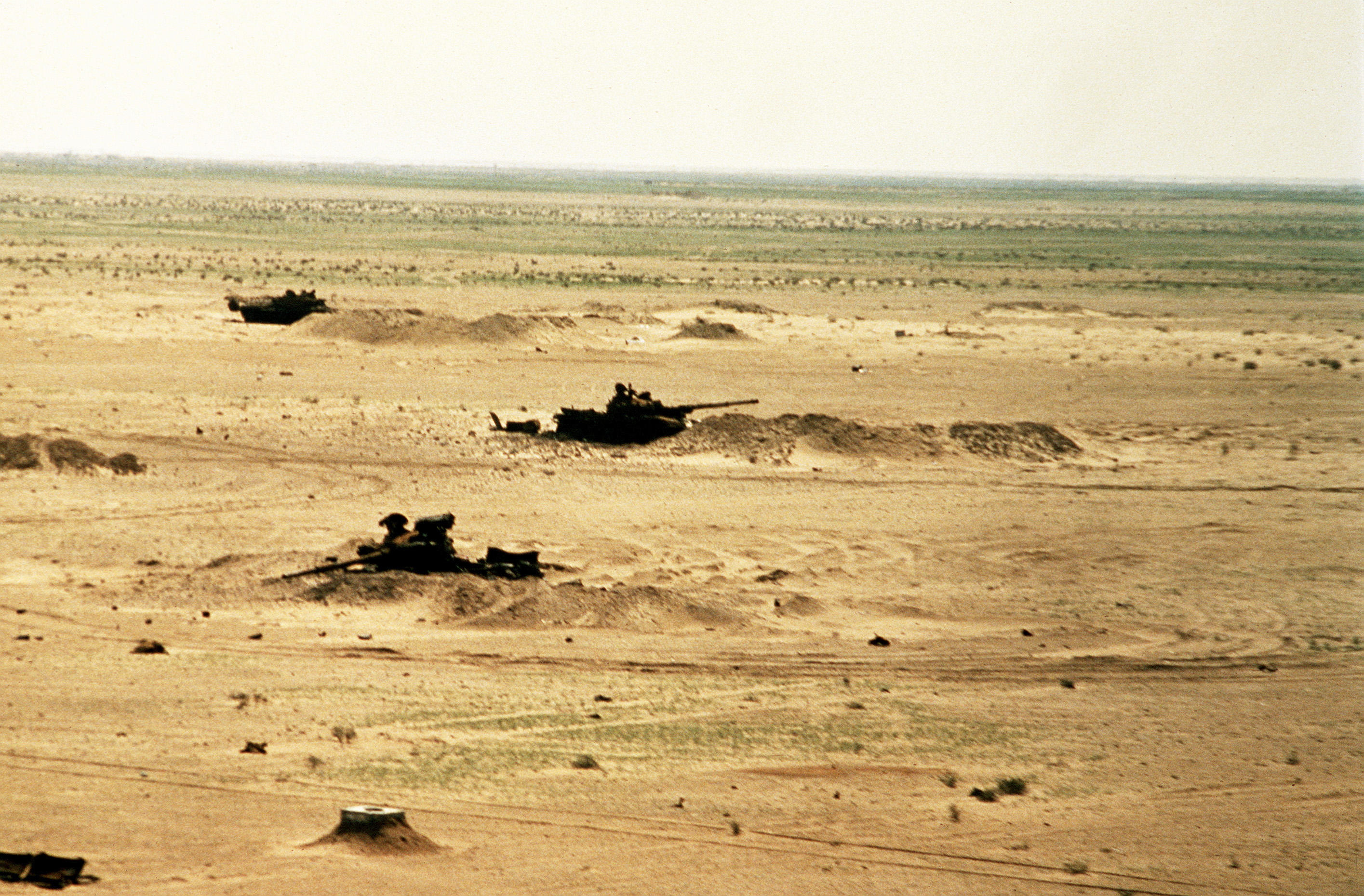
Zniszczone irackie czołgi po bitwie